# Rówienkowa Szczerbina
Rówienkowa Szczerbina (słow. Rovienková štrbina) – przełęcz w głównej grani Tatr położona na wysokości ok. 2240 m n.p.m. Jest jedną z dwóch przełęczy pomiędzy Graniastą Turnią (Hranatá veža, 2261 m) a Rówienkową Turnią (Rovienková veža, 2272 m) – drugą z nich jest Graniasta Przełęcz (Vyšné Rovienkové sedlo, 2235 m), którą z Rówienkową Szczerbiną łączy niemal pozioma grań, w której wznosi się Rówienkowy Ząb. Po północno-zachodniej stronie przełęczy znajduje się dolina Rówienki (Rovienky), a po południowo-wschodniej – Dolina Staroleśna (Veľká Studená dolina).
Na przełęcz nie wyprowadza żaden szlak turystyczny. Drogi prowadzące przez Graniastą Przełęcz i Rówienkową Szczerbinę można dowolnie ze sobą kombinować ze względu na łatwą drogę pomiędzy nimi. Przez Rówienkową Szczerbinę wiedzie najprostsza droga na Rówienkową Turnię.
Pierwsze znane wejścia:
- latem – Zygmunt Klemensiewicz i Jerzy Maślanka, 30 sierpnia 1906 r.,
- zimą – Arno Puškáš i towarzysze, 3 marca 1955 r.[2]